# Robert de Fouilloy
Robert de Fouilloy (fin XIIIe siècle - 1321), fut un évêque d'Amiens.

## Biographie

### Famille
Robert de Fouilloy était issu d'une famille noble apparentée à la famille de Croÿ et à la famille d'Estourmel. Il était l'oncle du doyen Robert de Croÿ et cousin de Jean d'Aubigny, évêque de Troyes.

### Carrière ecclésiastique
Il était chanoine du chapitre cathédral de Noyon en 1302 avant de devenir évêque d'Amiens, en 1308. Il assista au concile de Senlis de 1317 consacré à l'usurpation des biens de l'Eglise.

### Au service du roi de France
En 1311, le roi Philippe IV le Bel, l'envoya avec d'autres nobles en Aquitaine pour voir comment y étaient traités les Français par le roi d'Angleterre. Il devint quelque temps chancelier du roi. En décembre 1313, il supervisa les copies des différents actes passés à la cour du roi de France concernant les revendications latines sur l'empire de Constantinople. 
En 1316, le roi Louis X le Hutin l'envoya dans le Quercy et le Périgord pour lever des subsides afin de financer la lutte contre les Flamands.
Il assista à l'arrêt du parlement de Paris en faveur de la comtesse Mahaut d'Artois et en 1318 aux assises de la saint André contre Robert d'Artois.
Robert de Fouilloy mourut en 1321 et fut inhumé dans la cathédrale Notre-Dame d'Amiens.